# Lorysa piżmowa
Lorysa piżmowa, lora piżmowa, nektarynka piżmowa (Glossopsitta concinna) – gatunek średniej wielkości ptaka z podrodziny dam (Loriinae) w rodzinie papug wschodnich (Psittaculidae). Papuga ta występuje w Australii, według IUCN nie jest zagrożona wyginięciem.

## Zasięg występowania
Lora piżmowa występuje w zależności od podgatunku:
- G. concinna concinna – wsch. i płd.-wsch. Australia z płd.-wsch. Queenslandem na płd. do stanu Wiktorii, stamtąd na zachód do płd.-wsch. Australii Południowej, włącznie z Wyspą Kangura.
- G. concinna didimus – Tasmania.

## Taksonomia
Gatunek po raz pierwszy naukowo opisał w 1791 roku angielski zoolog George Shaw, nadając mu nazwę Psittacus concinnus. Jako miejsce typowe odłowu holotypu Shaw wskazał Nową Holandię (tj. Nowa Południowa Walia, Australia). Podgatunek didimus opisał po raz pierwszy w 1915 roku australijski ornitolog Gregory Mathews, jako miejsce typowe wskazując Tasmanię. Jedyny przedstawiciel rodzaju Glossopsitta utworzonego w 1854 roku przez francuskiego ornitologa Karola Bonaparte.
Na półwyspie Jork zaobserwowano hybrydyzację tam występującej populacji z Trichoglossus moluccanus. Rodzaj Glossopsitta tworzy grupę siostrzaną z Trichoglossus. Wstępnie rozpoznano dwa podgatunki, lecz podgatunek didimus jest słabo zróżnicowany i być może powinien być traktowany jako synonim concinna.

### Etymologia
- Glossopsitta: gr. γλωσσα glōssa – język; nowołac. psitta – papuga, od gr. ψιττακη psittakē – papuga[16].
- concinna: łac. concinnus – elegancki, schludny, przyjemny[17].
- Centrourus: gr. κεντρον kentron – ostrze; ουρα oura – ogon[18].
- didimus: gr. διδυμος didumos – rozwidlony, podwójny, bliźniaczy, od δυο duo – dwa[19].
- australis: łac. australis – południowy, od auster, austri – południe[20].

## Morfologia
Długość ciała około 22 cm; masa ciała 52–65 g. Dziób czarniawy z pomarańczową końcówką; czoło, kantarek i część pokryw usznych czerwone, z jasnoniebieskimi smugami poniżej oka. Ciemię matowoniebieskie przechodzące w zielony, kark i płaszcz koloru oliwkowożółtego; grzbiet i skrzydła zielone. Ogon koloru zielonego, z czerwonymi piórami na spodniej części. Spód ciała i pokrywy podskrzydłowe żółtozielone, górne części boków koloru żółtego, nogi szarawe. Samica ma mniej niebieskiego na ciemieniu. Młode ptaki ciemniejsze, z matowo czerwonymi oznaczeniami na głowie.

## Ekologia

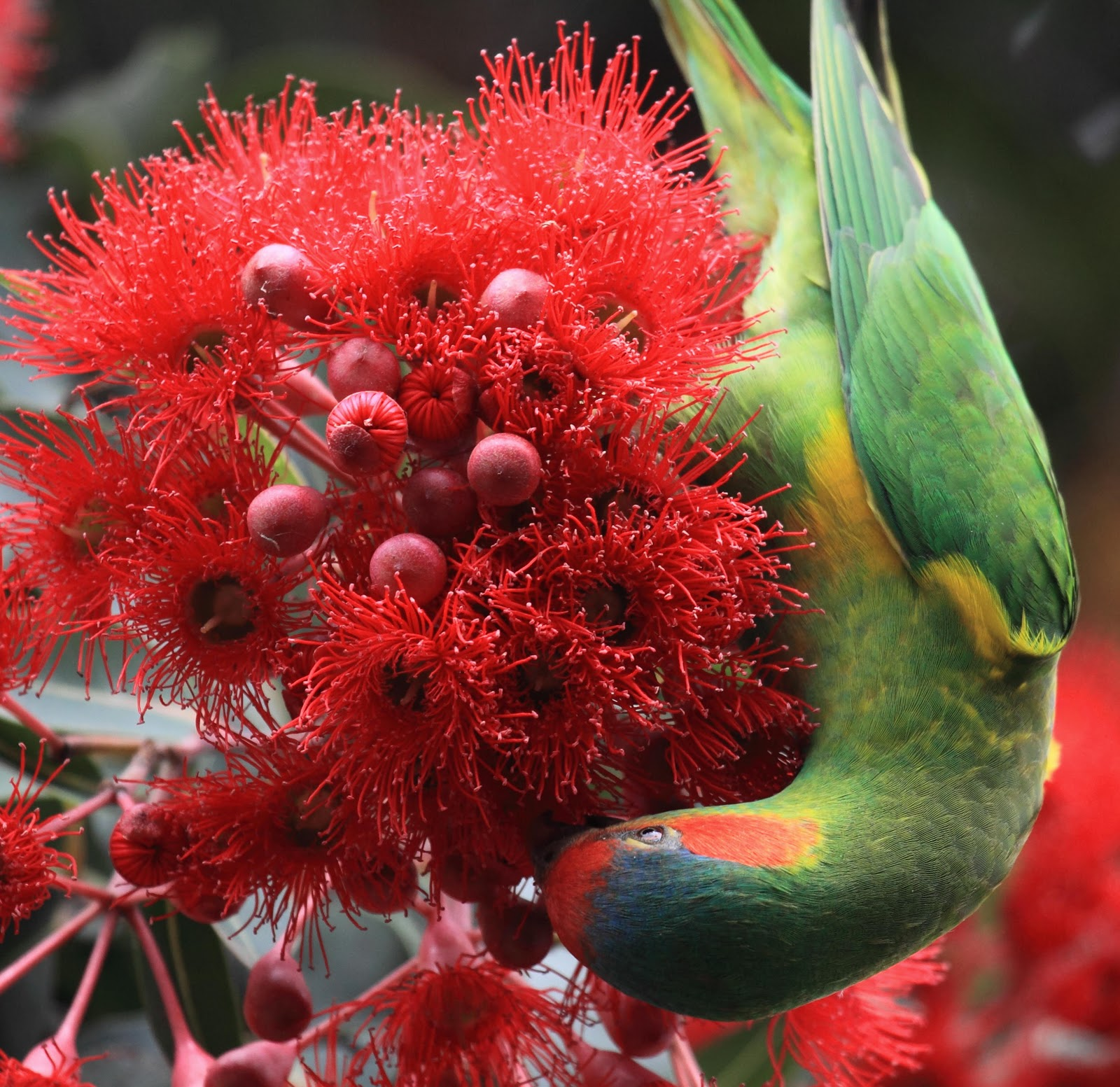
Pożywiająca się lora piżmowa

Lora piżmowa zamieszkuje zalesione obszary, preferując bardziej otwarte siedliska takie jak lasy eukaliptusowe, nadbrzeżne lasy wtórne oraz zagajniki na ziemi uprawnej, zalatując również na obszary podmiejskie i do parków. Papuga ta prowadzi koczowniczy tryb życia, przemieszczając się wraz z kwitnieniem drzew, jednak w przeciwieństwie do innych lor, ma tendencję do odwiedzania danego obszaru w regularnych odstępach czasu w przeciągu wielu lat. Lora piżmowa żywi się nektarem, pyłkami i kwitnącą roślinnością, preferując eukaliptusy, kwiaty, młode pędy i pąki kuflika cytrynowego (Callistemon citrinus), Grevillea robusta i mirtowatych z rodzaju Angophora; spożywa również jagody, owoce, nasiona, owady, czasem stając się według farmerów szkodnikiem w sadach i na uprawach kukurydzy i sorgo.
Okres lęgowy przypada na sierpień–styczeń; gniazdo znajduje się w wydrążonym konarze lub otworze w drzewie, zwykle wysoko na żywym eukaliptusie tuż przy wodzie. W zniesieniu zazwyczaj tylko 2 jaja; w niewoli czas inkubacji wynosił 21–22 dni (zarejestrowano również 28–30 dni), zaś pisklę przebywa w gnieździe okres od 45 do 50 dni.

## Status zagrożenia i ochrona
W Czerwonej księdze gatunków zagrożonych Międzynarodowej Unii Ochrony Przyrody został zaliczony do kategorii LC (ang. Least Concern – najmniejszej troski). Globalna wielkość populacji nie jest znana, ale gatunek ten ocenia się na bardzo powszechnie występujący. Populacja wydaje się być stabilna ze względu na brak dowodów na jakiekolwiek spadki lub inne istotne zagrożenia. Gatunek objęty konwencją waszyngtońską (CITES) w załączniku II.